# Apatura rubescens
Apatura rubescens är en fjärilsart som beskrevs av Eugen Johann Christoph Esper 1781. Apatura rubescens ingår i släktet Apatura och familjen praktfjärilar. Inga underarter finns listade i Catalogue of Life.